# 順安区域
順安区域（スナンくいき、スンアンくいき）は、平壌直轄市北部郊外にある行政区域。平壌国際空港（順安国際空港）がある。

## 地理
平壌中心部のほぼ真北にあたり、北の新義州方面へ向かう鉄道路線が通過するなど、交通の要衝となっている。
平壌直轄市の北端であり、三方は平安南道に囲まれている。南に兄弟山区域、東南に龍城区域に接し、東に平安南道道都・平城市、北に平原郡、西に大同郡と接する。

## 行政区域
5洞・9里を管轄する。
- 南山洞（ナムサンドン）
- 大陽洞（テヤンドン）
- 石礴洞（ソクパクトン）
- 新成洞（シンソンドン）
- 駅前洞（ヨクチョンドン）
- 九瑞里（クソリ）
- 東山里（トンサンニ）
- 龍伏里（リョンボンニ）
- 山陽里（サニャンニ）
- 梧山里（オサンニ）
- 安興里（アヌンニ）
- 在京里（チェギョンニ）
- 川東里（チョンドンニ）
- 宅庵里（テガムニ）

## 歴史
朝鮮王朝時代は平安道順安県が置かれた。1895年に順安郡となる。1914年、平安南道平原郡に編入される。
解放後に平原郡順安面・両花面・東岩面は大同郡に編入される。1952年12月、大同郡順安面・東岩面・両花面・在京里面・斧山面・龍岳面からなる順安郡が新設される。
1972年4月、平安南道順安郡は平壌市に編入され、順安区域となった。

### 年表
この節の出典
- 1952年12月 - 郡面里統廃合により、大同郡順安面・両花面・東岩面・在京里面・斧山面・龍岳面、順川郡慈山面の一部地域をもって、順安郡を設置。順安郡に以下の邑・里が成立。(1邑32里)
  - 順安邑・南山里・宅庵里・九瑞里・星州里・梧山里・安興里・龍伏里・両花里・上松里・上西里・山陽里・龍二里・山陰里・石岩里・在京里・川東里・新間里・板橋里・中石花里・梧琴里・大陽里・鶴山里・新美里・中二里・龍城里・龍宮里・馬山里・西里・下里・下次里・栗花里・御重里
- 1953年 (1邑32里)
  - 南山里が順安邑に編入。
  - 下次里の一部から上次里が発足。
- 1957年 - 龍城里が龍城労働者区に昇格。(1邑1労働者区31里)
- 1958年6月 - 龍宮里および大同郡和盛里の一部が龍城労働者区に編入。(1邑1労働者区30里)
- 1959年9月 (1邑22里)
  - 新美里・中二里・龍城労働者区・馬山里・西里・下次里・下里を平壌直轄市龍城区域に編入。
  - 鶴山里・新間里が平壌直轄市西城区域に編入。
  - 九瑞里の一部が宅庵里に編入。
- 1960年10月 - 大陽里の一部が平壌直轄市兄弟山区域に編入。(1邑22里)
- 1965年 - 上次里が平城区に編入。(1邑21里)
- 1967年 - 両花里が龍伏里・川東里に分割編入。(1邑20里)
- 1972年4月 - 順安郡廃止。
  - 順安邑・宅庵里・九瑞里・星州里・梧山里・安興里・龍伏里・山陽里・在京里・川東里・大陽里を平壌直轄市順安区域に移行。(4洞10里)
  - 御重里・栗花里が平城市に編入。
  - 上西里・板橋里・中石花里・梧琴里が大同郡に編入。
  - 龍二里・上松里・石岩里・山陰里が平原郡に編入。
- 1979年 - 星州里が東山里に改称。(4洞10里)
- 1991年 - 大陽里が大陽洞に昇格。(5洞9里)
- 1996年6月 - 平安南道平原郡石岩里の一部が山陽里に編入。(5洞9里)

## 交通

### 空港
- 平壌国際空港

### 高速道路
- 平壌-香山観光道路

### 鉄道
- 平義線：順安駅 - 石岩駅